# Lacs de la Chavla
Les lacs de la Chavla (en russe : Шавлинские озёра, Chavlinskié oziora) sont un groupe de lacs naturels dans les montagnes de l'Altaï, situé dans le raïon de Koch-Agatch, en république de l'Altaï en Sibérie méridionale. Il comprend deux lacs principaux, le lac supérieur de la Chavla ainsi que le lac inférieur de la Chavla. Ils appartiennent à des lacs glaciaires de haute montagne. Le nom du système lacustre vient de la rivière Chavla, dans la vallée de laquelle ils se trouvent.
Les lacs de la Chavla sont connus dans l'Altaï pour leurs paysages pittoresques, ont une grande valeur de conservation de la nature et sont des sites populaires de tourisme écologique et récréatif dans la république. Le 22 août 2002, les lacs sont devenus une zakazanik d'importance régionale, correspondant à une aire protégée de l'UICN de catégorie IV. Leurs accès restent difficiles, seulement la marche ou le cheval permettent d'accéder à ces lieux. Inconnus mis à part des locaux il y a cent ans, ils sont aujourd'hui une destination incontournable dans l'Altaï. Depuis 2017, ils sont dans le top 5 des cinq plus beaux lacs russes selon la Discovery Channel Russia, à la deuxième position.

## Géographie

### Situation
Sur le plan administratif, les lacs de la Chavla se trouvent dans le nord-est du raïon de Koch-Agatch de la république de l'Altaï. Les deux principaux lacs sont situés à environ 80 km au nord-est du centre administratif du raïon ; Koch-Agatch; et à environ 25 km de la localité la plus proche, Tchibit, qui se trouve dans le raïon d'Oulagan. La limite entre le raïon d'Oulagan et le raïon de Koch-Agatch n'est qu'à 9 km au nord du lac inférieur. La localité la plus proche du raïon de Koch-Agatch est Kyzyl-Tach (steppe de Kouraï), à 27 km au nord-est.
D'un point de vue physique et géographique, les lacs de la Chavla sont situés dans l'extrême sud de la Sibérie occidentale, dans la partie centrale des montagnes de l'Altaï, là où se concentrent certains des plus hauts sommets. L'Altaï est un vaste système montagneux d'Asie centrale, à cheval sur quatre pays ; la Russie ; la Chine ; le Kazakhstan et la Mongolie. Les lacs se trouvent dans la Tchouïa du Nord, un chaînon montagneux des Alpes de la Tchouïa, délimité au sud par la Tchouïa du Sud, au sud-est par la steppe de la Tchouïa, au nord-est par la steppe de Kouraï, au nord-ouest par le monts de la Terekta et au sud-ouest par les monts Katoun,.
Pour s'y rendre, il faut compter 2 à 3 jours de marche depuis le village de Tchibit. Ce chemin fait de 70 kilomètres de long, et passe par le plateau d'Echtykol, à une altitude de plus de 2 200 mètres. On peut y accéder avec des chevaux jusqu'à l'inférieur, mais pour les lacs plus en hauteur, il faut y aller à pied,.

### Relief et hydrologie
La Tchouïa du Nord culmine à 4 173 mètres d'altitude au Maacheï-Bach, et de nombreuses montagnes dépassent les 3 000 mètres d'altitude voire les 3 500 mètres. Les hauteurs absolues varient de 2 068 à 3 727 mètres, et l'érosion est entraînée par les glaciers et l'eau de pluie. Elle se trouve dans le centre de la Tchouïa du Nord, sur son versant nord. Le mont Pyramide, avec ses 3 100 mètres domine les lacs au nord. Au sud se trouvent les trois monts Mechta, Skazka et Krasavitsa, jusqu'à 3 700 mètres d'altitude, qui sont plus trois pics d'une même montagne que des montagnes séparées, formant le cirque de fin de la vallée. Sur ce cirque se trouve le col inférieur de la Chavla (altitude : 3 300 mètres), pour passer à pied au versant sud de la Tchouïa du Nord.

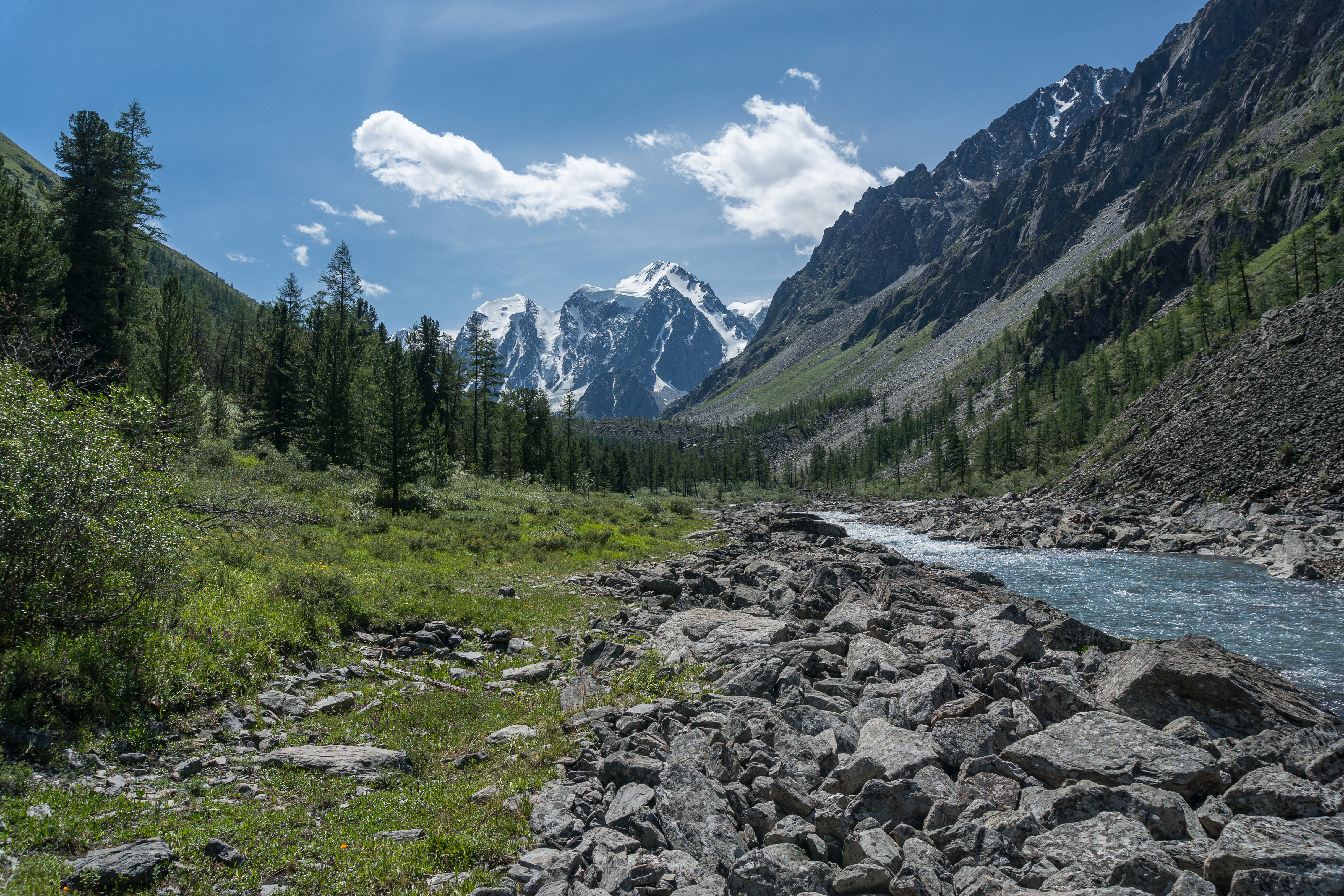
La Chavla entre l'inférieur et le supérieur.

Les lacs se trouvent dans la vallée de la Chavla (ru), petite rivière longue de 58 kilomètres qui est un affluent de rive droite de l'Argout. L'Argout est un affluent de rive droite de la Katoun, et fait ainsi partie du système hydrologique de l'Ob,.
La réserve des lacs englobe les principaux glaciers de la Tchouïa du Nord. Il y a ainsi plus de 200 glaciers dans la zone, dont un des plus importants qui alimente les lacs de la Chavla. La morphologie de la vallée de la Chavla révèle les traces des anciennes glaciations au travers du cirque en fin de vallée, et des moraines. La Chavla est constituée de rapides, avec un régime nival, alimenté principalement par le glacier au fond de la vallée. Au printemps, il y a des crues, tandis que le ruissellement est minimal en hiver. La rivière Chavla gèle une partie de l'hiver.

### Les lacs du groupe
Le nombre de lacs diffère selon les sources, tournant aux alentours de 5 à 7 pour ceux de la vallée, auquel il faut rajouter le lac Levoïe ainsi qu'un petit lac (le plus bas en altitude) après l'embouchure de la Levaïa Chavla dans la Chavla. Le plus grand lac est le lac inférieur, tandis que les autres lacs sont tous appelés les lacs supérieurs, avec le plus grand appelé le lac supérieur. Le premier lac en montant la vallée est celui qui est le plus bas, à une altitude de 1 725 mètres. Il mesure environ 800 mètres de long pour 500 mètres de large, et ses coordonnées sont 50° 08′ 35″ N, 87° 22′ 31″ E.
Le lac Levoïe de la Chavla (« lac gauche de la Chavla ») est le lac le plus excentré du groupe, situé dans la vallée de la Levaïa Chavla (la « Chavla gauche ») peu avant son embouchure dans la Chavla, mais il est généralement admis dans le groupe des lacs, et fait partie de la réserve. Il a une forme oblongue, mesurant un peu plus de 500 mètres de long pour une largeur d'environ 100 mètres. Il est sur le versant gauche de la rivière, n'étant pas directement dans son cours, mais son émissaire étant un affluent de la Levaïa Chavla. Son altitude est de 2 160 mètres. Il a été créé par une moraine, qui bloque l'eau. L'eau a une teinte blanchâtre à cause de la grande quantité d'agile dans le lac,. Ses coordonnées sont : 50° 06′ 02″ N, 87° 22′ 48″ E.
Le plus grand lac et le plus connu est le lac inférieur de la Chavla ; long de 1,5 kilomètre pour 500 mètres de large, il se situe à une altitude de 1 983 mètres, avec une profondeur maximale de 40 mètres. À l'ouest du lac se trouve une côte très escarpée, tandis que celle orientale est plus douce bien qu'aussi pentue. Il est le plus visité, et les clairières le long de ce lac sont des lieux pour faire du camping. Ses coordonnées au lac sont 50° 06′ 13″ N, 87° 25′ 43″ E
,.

Les lacs supérieurs, dont le lac supérieur, sont biens moins grands que le lac inférieur. Mis à part l'inférieur, ils sont tous de très petits bassins. Ils ont tous une origine morainique. Le lac supérieur fait lui 250 mètres de long pour 160 mètres de large. Il est à une altitude de 2 164 mètres. Il faut presque une journée depuis l'inférieur pour y aller à pied, et les chevaux ne peuvent pas emprunter le sentier. Les coordonnées du supérieur sont 50° 04′ 35″ N, 87° 26′ 39″ E.

Lacs :
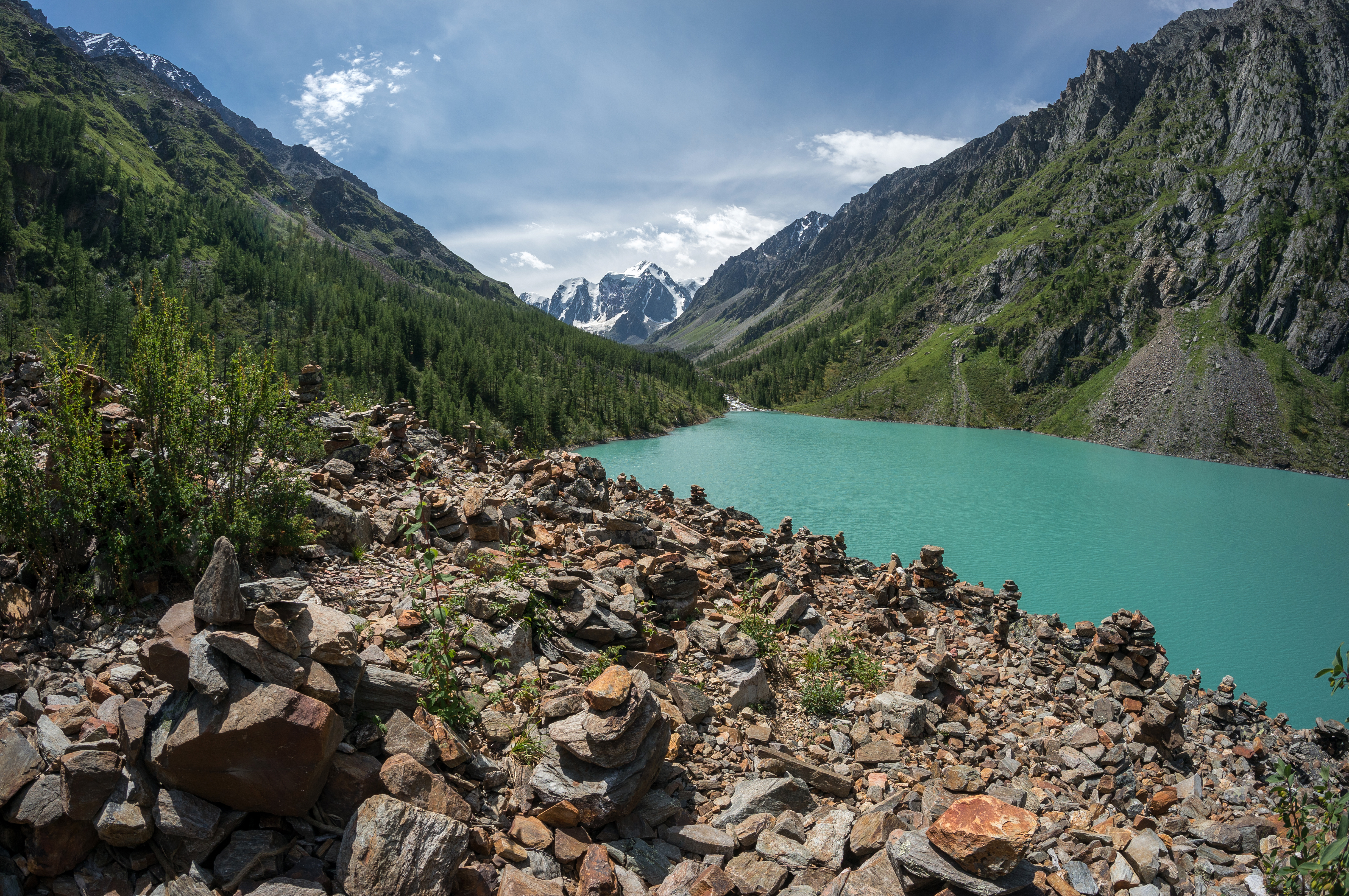
Lac inférieur.
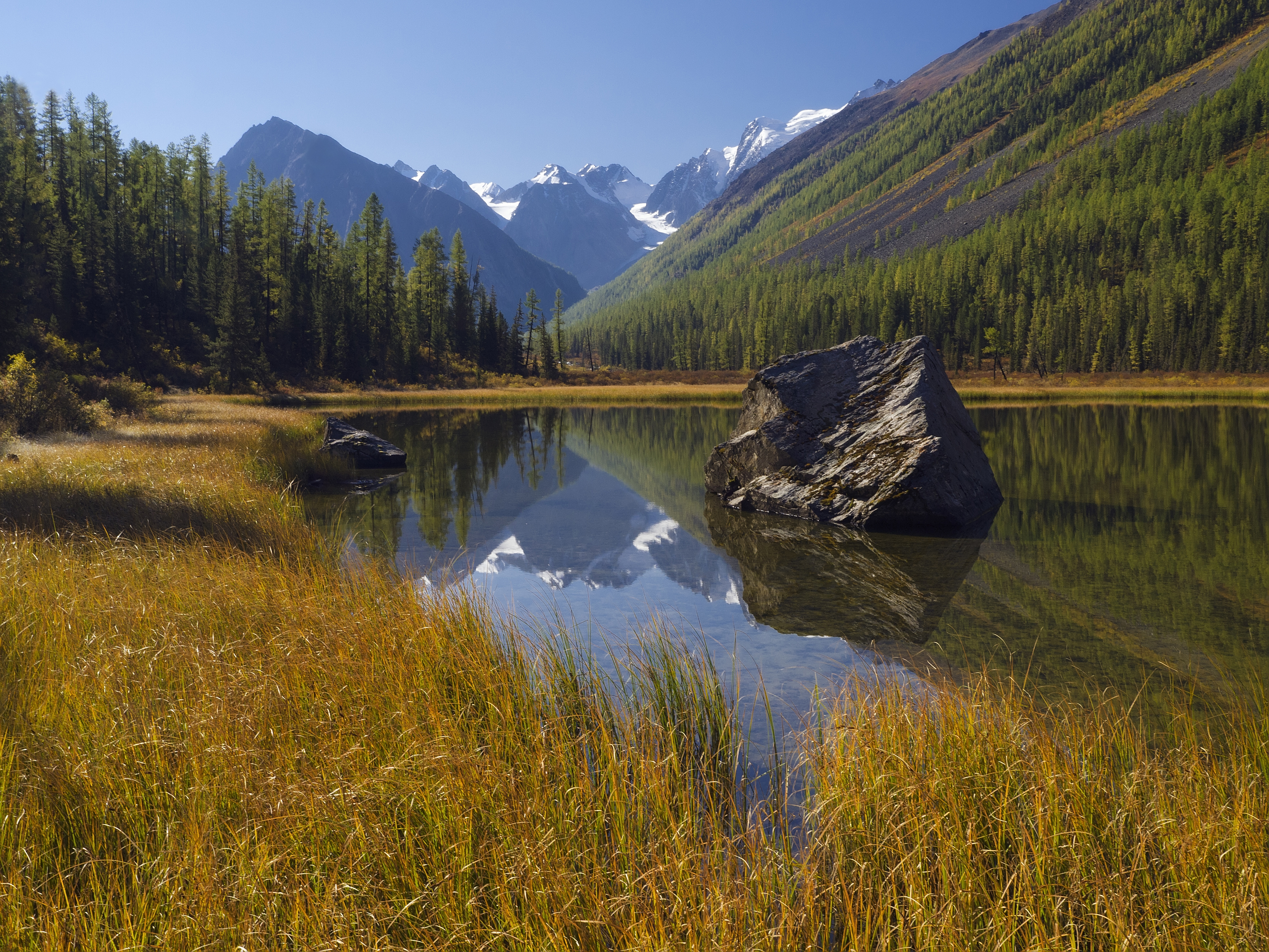
Un des petits lacs.
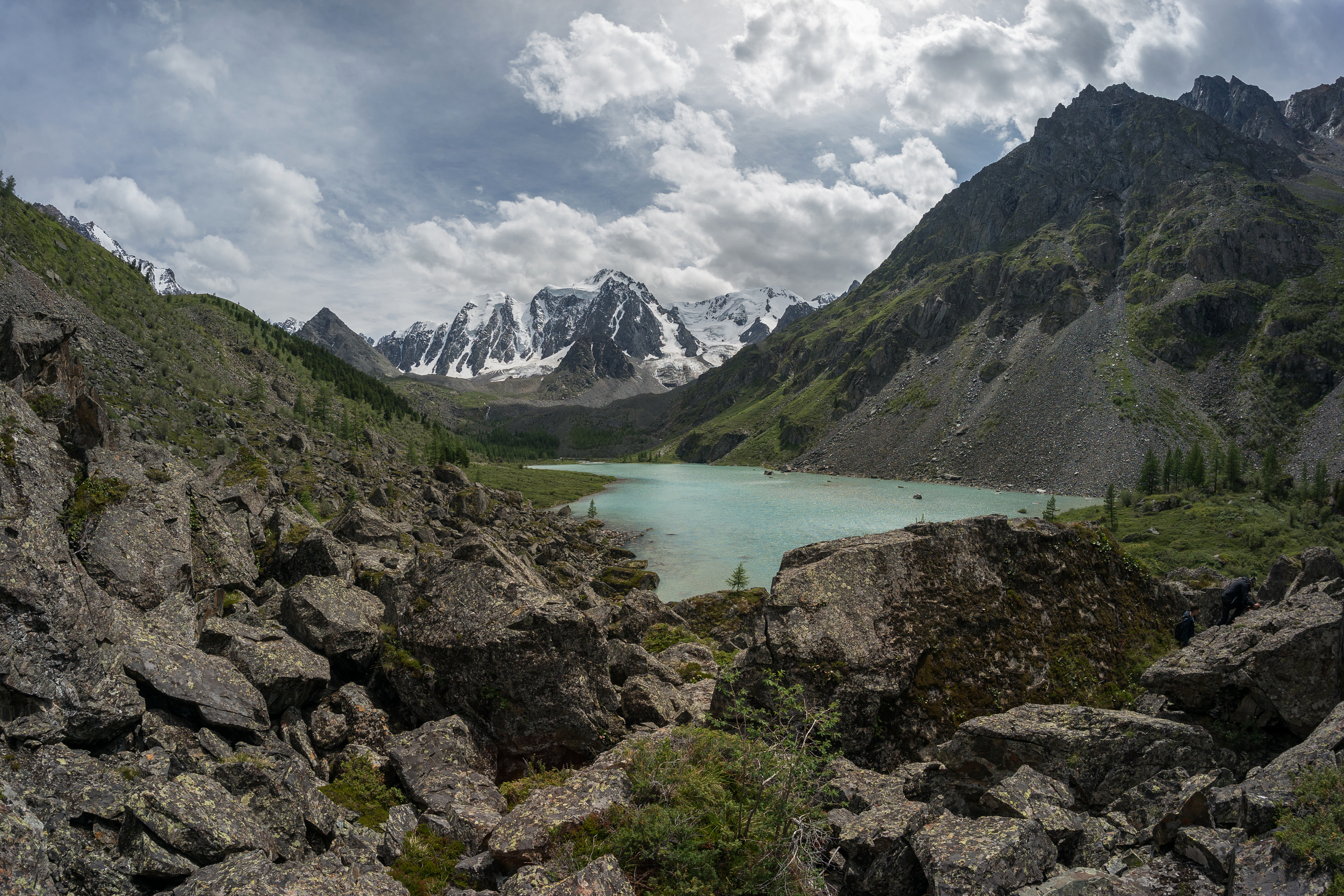
Lac supérieur.

### Climat
Le climat au niveau des lacs de la Chavla est fortement continental, voire montagnard. Le territoire est influencé par des masses d'air provenant de l'Atlantique l'été ainsi que par un anticyclone centré sur la Mongolie l'hiver. Les températures moyennes de janvier dans cette zone de l'Altaï atteignent les −18 à −22 °C sur les versants, tandis qu'au fond de la vallée, elles vont de −19 à −23 °C à cause des couches d'inversion. En juillet, les températures moyennes varient de +6 à +10 °C sur les versants, et aux alentours des +14–+15 °C dans la vallée.

Les hivers sont rigoureux et enneigés, tandis que les étés sont courts et doux. La période d'enneigement varie de 200 à 250 jours, tandis que la pluviométrie moyenne peut aller jusqu'à 1 200 mm annuellement. Le vent peut être assez fort sur les crêtes autour des lacs, avec en moyenne 3 à 5 m/s, mais jusqu'à plus de 15 m/s pendant 20 à 30 jours par an. Des évènements dangereux peuvent se produire dans la zone, en particulier les avalanches l'hiver, des coulées de boue lors du dégel ainsi que des inondations aussi au printemps.

Conditions climatiques :
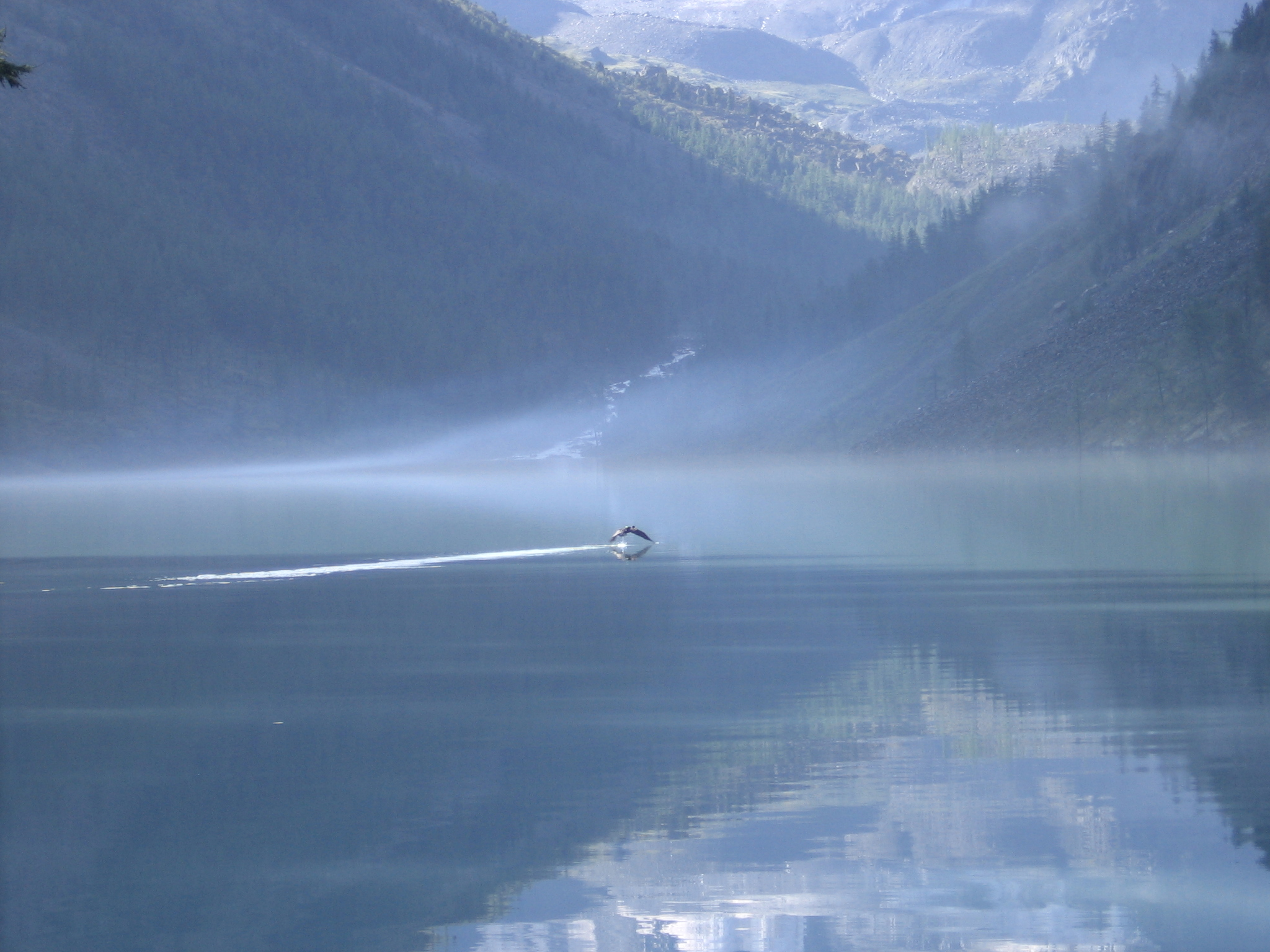
Brume en été.
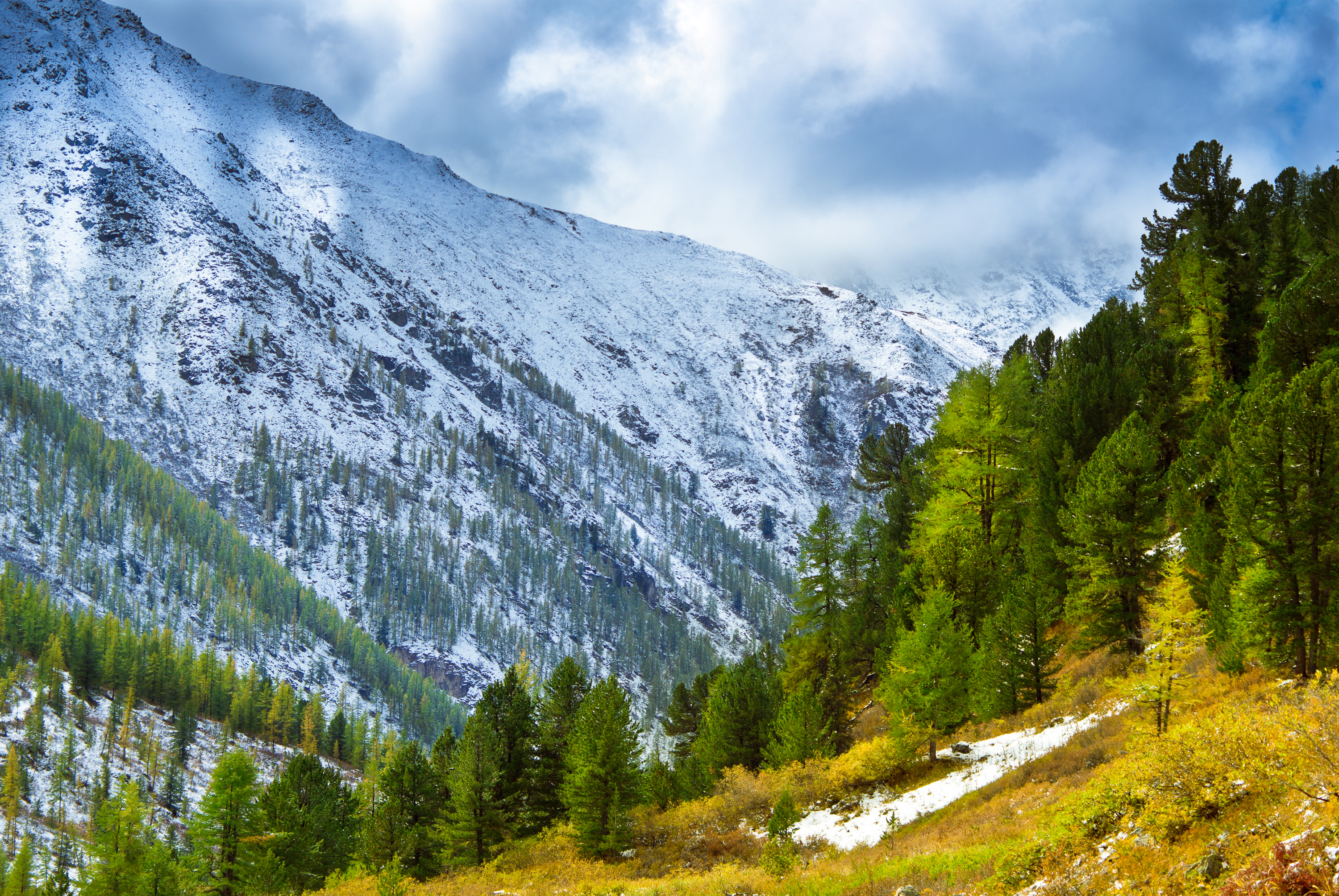
Enneigement en septembre sur les pentes.

### Géologie
Concernant leur origine, les lacs sont d'origine glaciaire. Ils sont apparus à la suite de l'effet de relief des masses de glace qui, descendant les pentes, ont creusé sur leur chemin la vallée glaciaire, avec en fond un cirque naturel. Les sols sont caractéristiques de la toundra de montagne pour la partie haute, avec plus près des lacs où se trouvent des forêts des podzosols. Sur les pentes, il y a aussi des terres noires (tchernozioms) et des alfisols (en). Le long des rives, les sols de tourbière sont présents, et le sol est gelé en profondeur. Les roches sont des alluvions dans la vallée, qui sont assez minces, avec des galets et sables. Les montagnes sont elles composées de roches métamorphiques, principalement du schiste, ainsi que des roches sédimentaires formées au dévonien, qui sont caractéristiques de l'Altaï et de zone du bassin de la Tchouïa.

## Environnement des lacs

### Flore

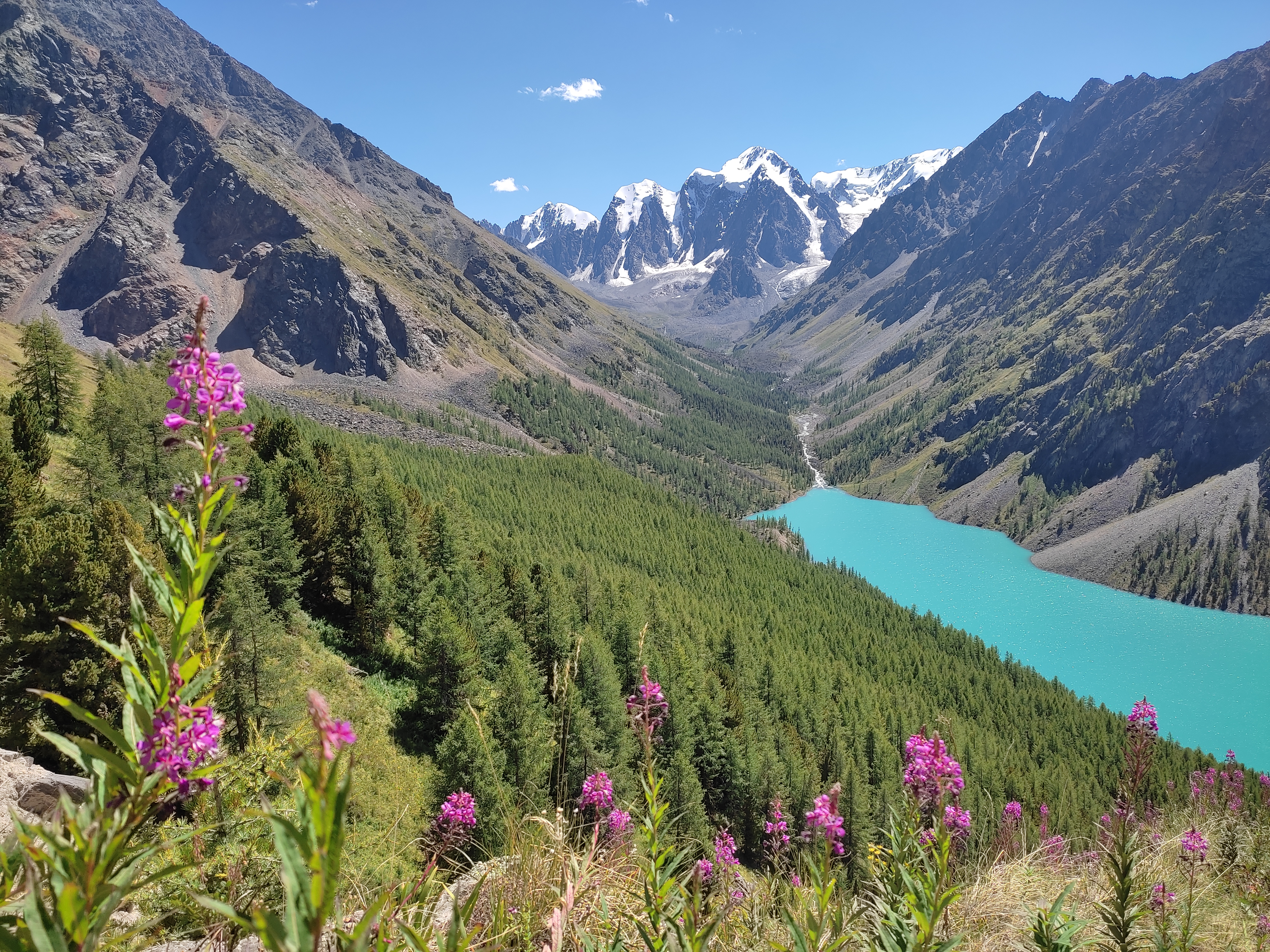
Lac inférieur bordé de forêts.

La faune et la flore de la zone est riche grâce à la préservation de la zone, et dépend surtout pour la flore de l'altitude. La flore des versants est recouverte de végétaux résistants, avec parmi lesquels l'armoise douce (en), la Caragana pygmaea (en), la Stipa glareosa, la Bassia prostrata, l'Heteropappus (en) altaicus ainsi que d'autres. Les Carex duriuscula, la Sibbaldianthe bifurca (en), la Primula acaulis, la Dracocephalum nutans ou encore l'Allium lineare sont aussi très présents sur les versants. Il y a de plus une flore sur les nombreux rochers et éboulis, avec des Berberis sibirica, des Sedum hybridum ou bien des Lonicera microphylla (une espèce de chèvrefeuille). Dans les clairières et autres espaces ouverts sur les versants, on connaît des Poa sibirica, des Koenigia alpina (en) (Koenigia), du dactyle pelotonné, de la potentille frutescente ou bien du Trifolium lupinaster. Dans la partie haute de la zone forestière, les arbres dominants sont le pin de Sibérie, l'épicéa de Sibérie et occasionnellement le sapin de Sibérie. Dans la zone la plus basse de la forêt, où se trouve les deux lacs principaux, le mélèze de Sibérie et le bouleau verruqueux prédominent, particulièrement dans les parties les moins exposées au soleil.
Plus près du sol, le caraganier de Sibérie, le chèvrefeuille de l'Altaï et le framboisier sont répandus. La strate herbeuse est composée dans la zone forestière de carexs, de Stellaria bungeana, d'aconite septentrionale, du Ribes altissimum, du saule. Dans les espèces arbustives, on trouve de l'airelle rouge, de la linnée boréale ou de la bergenia crassifolia. Dans la partie haute de la forêt, il y a dans la végétation des Betula rotundifolia, des ancolies (Aquilegia glandulosa), des graminées, saussurée des Alpes ou des géraniums (Geranium pseudosibiricum). Dans les zones les plus basses, on trouve des Salix ledebouriana, des Populus laurifolia. Au contraire dans les zones les plus hautes, il y a des rhaponticum, Saussurea frolovii, Veratrum lobelianum, geranium albiflorum. Sinon, on compte généralement des dryades (Dryas oxyodonta), des Kobresia myosuroides ainsi que d'autres plantes. Sur l'ensemble de la végétation, environ 70 espèces sont incluses dans le livre rouge de la république de l'Altaï ; parmi lesquelles le Delphinium ukokense (delphinium), le Stellaria martjanovii (stellaria), l'Aconite decipiens (aconite), la rhubarbe de l'Altaï (Rheum altaicum), la rosa oxyacantha (rosaceae), la rhodiola algida (rhodiola) et autres.

### Faune

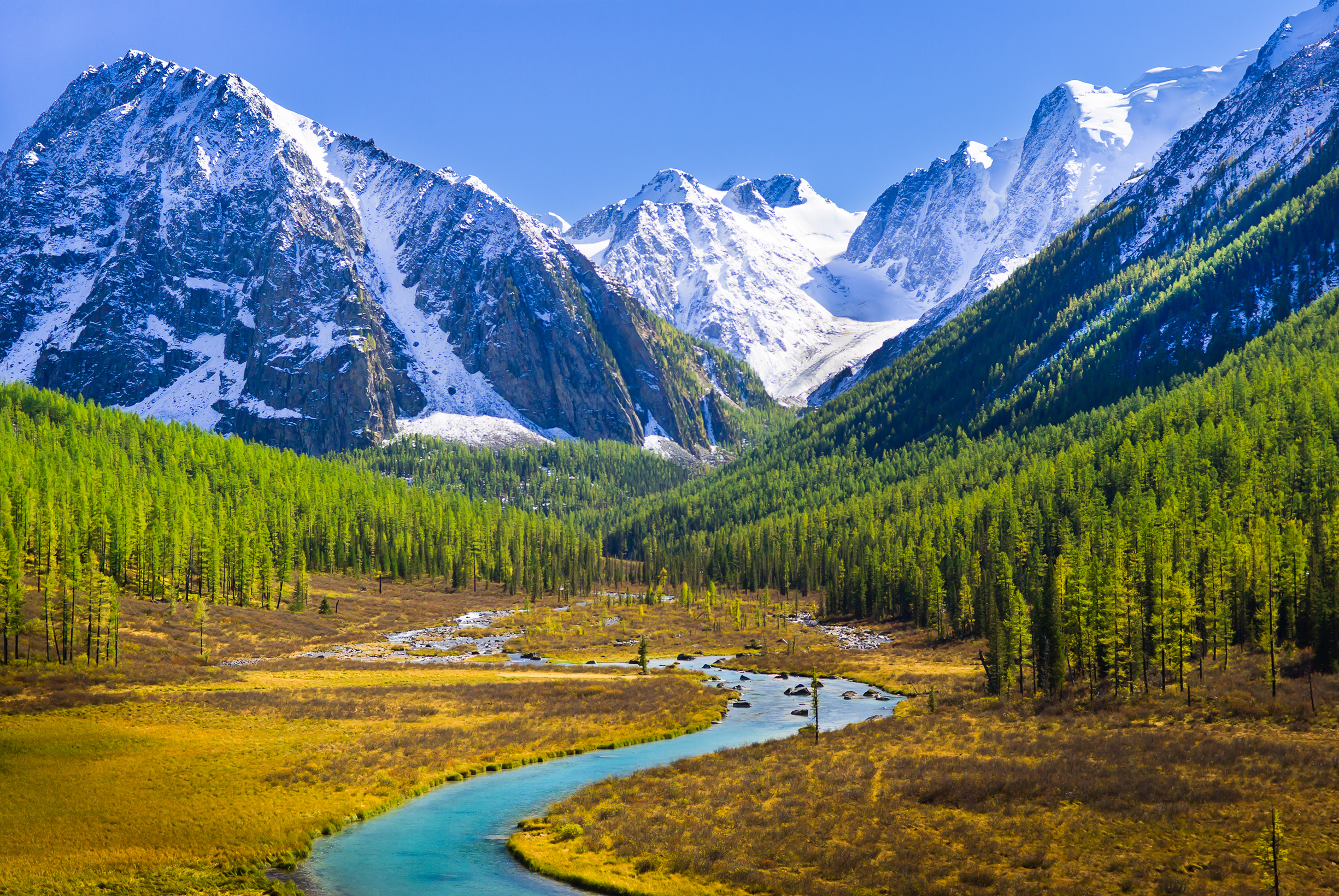
Mélèzes avec leurs couleurs d'automne.

Le territoire de la réserve des lacs de la Chavla est l'habitat d'environ 120 espèces d'oiseaux, de plus de 50 espèces de mammifères, de 8 espèces de poissons, de 5 espèces de reptiles, de 2 espèces d'amphibiens. Parmi les poissons, il y a le Brachymystax tumensis, un Brachymystax, l'ombre arctique, le vairon, le barbatula toni (en), la lotte et le chabot de Sibérie. Dans les amphibiens, il y a le crapaud vert et la grenouille des champs, dont le premier inscrit dans le livre rouge de la république. Les reptiles sont représentés par le lézard vivipare, la vipère péliade, le lézard des souches, l'elaphe dione et la vipère d'Orsini, ces trois derniers figurant dans le livre rouge.
Les oiseaux qui peuvent être aperçus sont des canards, fuligules, harles bièvres et des Charadriidae sur les lacs et les berges. Dans les clairières, il y a des cailles des blés, des râles des genêts. Dans la forêt, les grands tétras, tétras lyre, gélinottes des bois trouvent refuge. En montagne, il y a des perdrix blanches, des lagopèdes des saules et autres oiseaux. Le livre rouge de la république contient 18 espèces qui sont représentés dans la zone, avec le plongeon arctique, la cigogne noire, le balbuzard pêcheur, la buse de Chine, le faucon pèlerin et le sacre, l'aigle royal, la tétraogalle de l'Altaï, l'Alectoris kakelik, la grue cendrée et la demoiselle, la bécassine solitaire, le hibou grand-duc, la pie-grièche grise, la tichodrome échelette, le bruant à cou gris, le roselin de Brandt et celui tacheté.
Chez les mammifères, on compte des lièvres variables, des écureuils roux, des loups, des renards roux, des ours bruns, des zibelines, des visons d'Amérique. Il y a aussi des carcajou, des petits mustélidés, des blaireaux européens, des lynx boréaux, des sangliers, des portes-musc de Sibérie, du maral, des cerfs élaphes, des chevreuils d'Asie, des Alces alces, des bouquetins d'Asie, etc. En plus petit, on recense des espèces de musaraignes, des campagnols (Microtus, Clethrionomys, Alticola) et des mulots. Le livre rouge de la république comprend la panthère des neiges et la loutre d'Europe.

## Protection

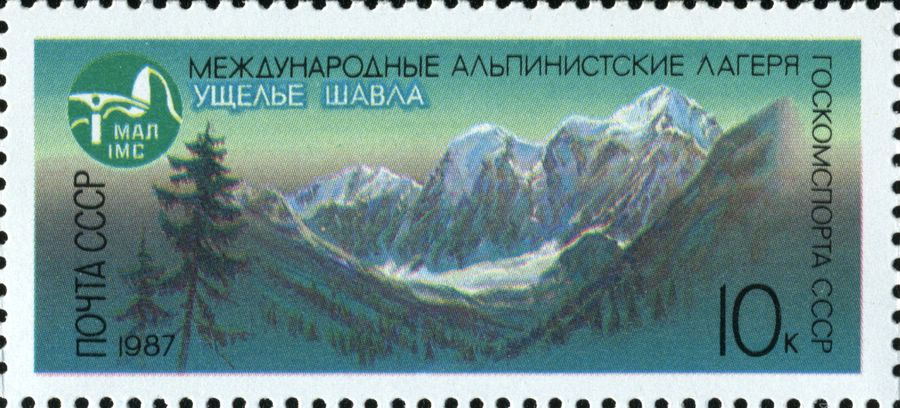
Timbre soviétique de la vallée de la Chavla.

La réserve naturelle de ces lacs est classifiée comme une zakazanik d'importance régionale, soit une aire protégée de l'UICN de catégorie IV. Cette aire protégée est bien plus grande que les lacs et leurs pourtours, englobant 328 811 hectares de terres montagneuses sur les raïon de Koch-Agatch, d'Oulagan et d'Ongoudaï. La réserve fut créée le 22 août 2002 par décret de la république de l'Altaï, et est sous la gestion du Ministère des forêts de la république de l'Altaï. La réserve occupe la moitié nord-ouest de la Tchouïa du Nord, Tichodrome échelette une partie orientale des monts Katoun ainsi que l'extrême sud-est des monts Kadrinski.
La région des lacs ne subit presque pas l'activité humaine ; aucune localité n'y est située, et l'utilisation des terres pour les pâturages, la chasse, la cueillette par la population altaïenne reste faible. Les terres sont classées comme non perturbées. Il n'y a par ailleurs aucune installation, comme des hôtels ou campings dans la zone. Le piétinement reste néanmoins un problème dans la zone.

## Galerie

Vues des lacs :
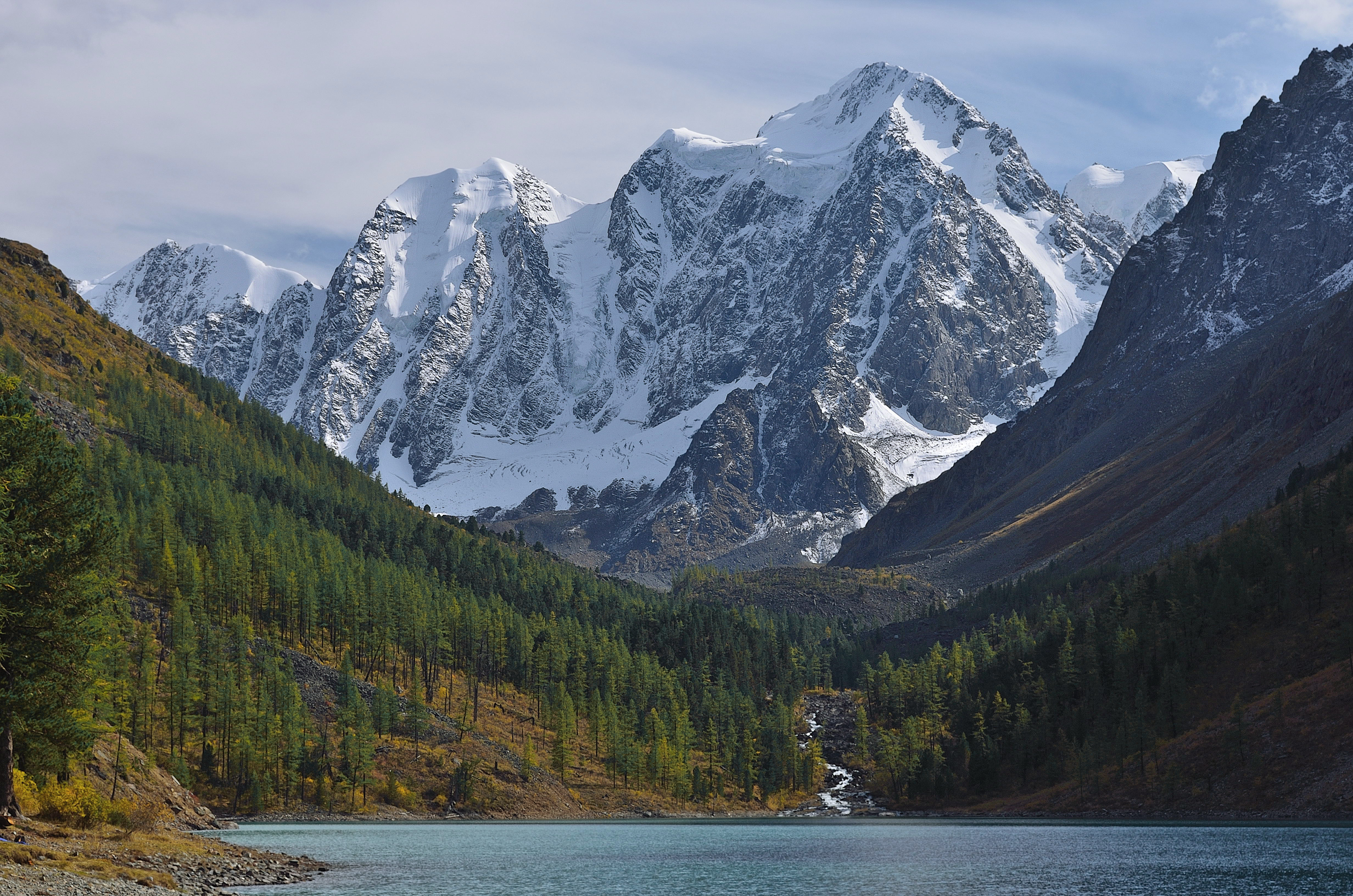
Depuis l'inférieur.
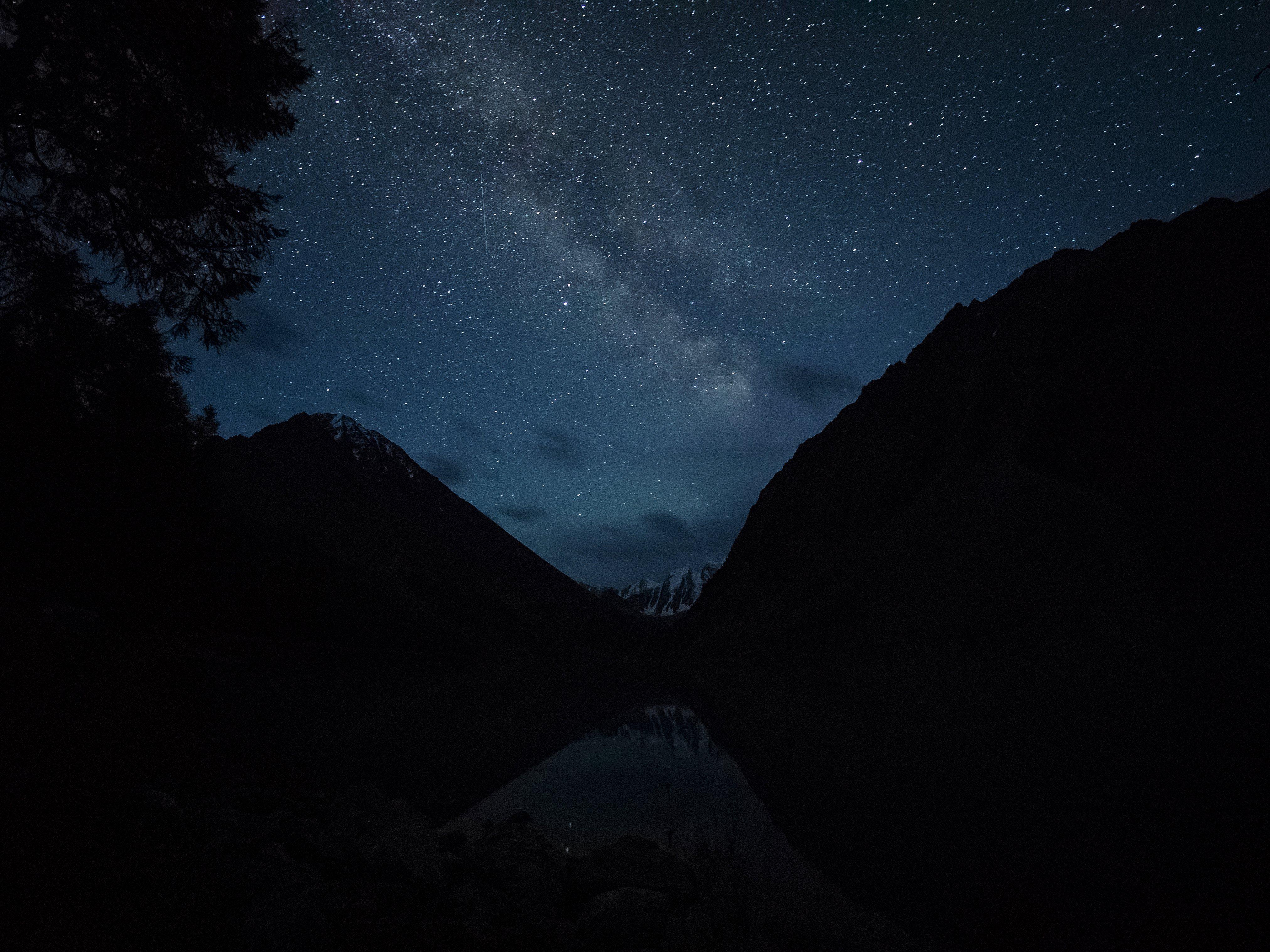
Voie lactée.
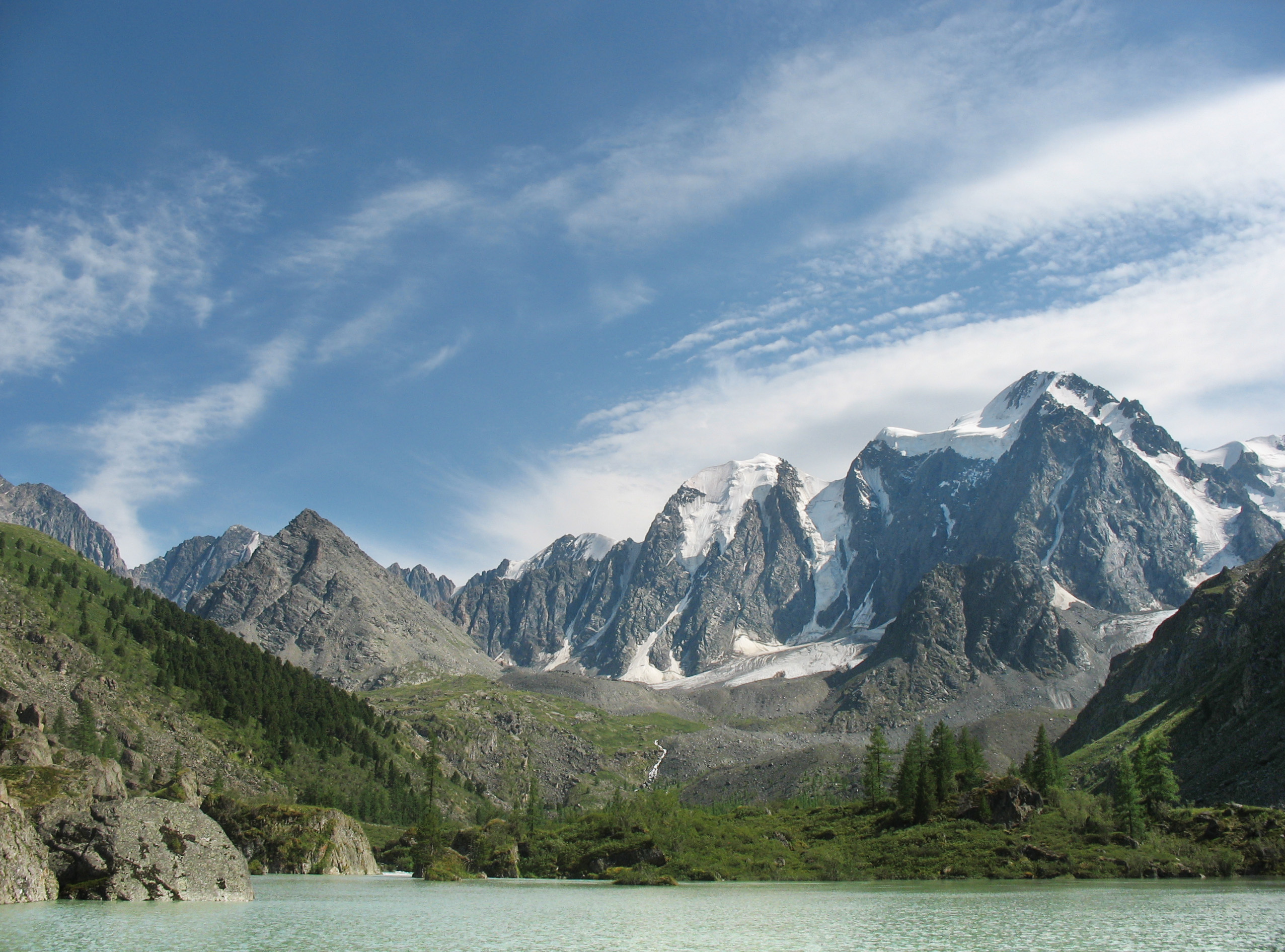
Au lac supérieur.
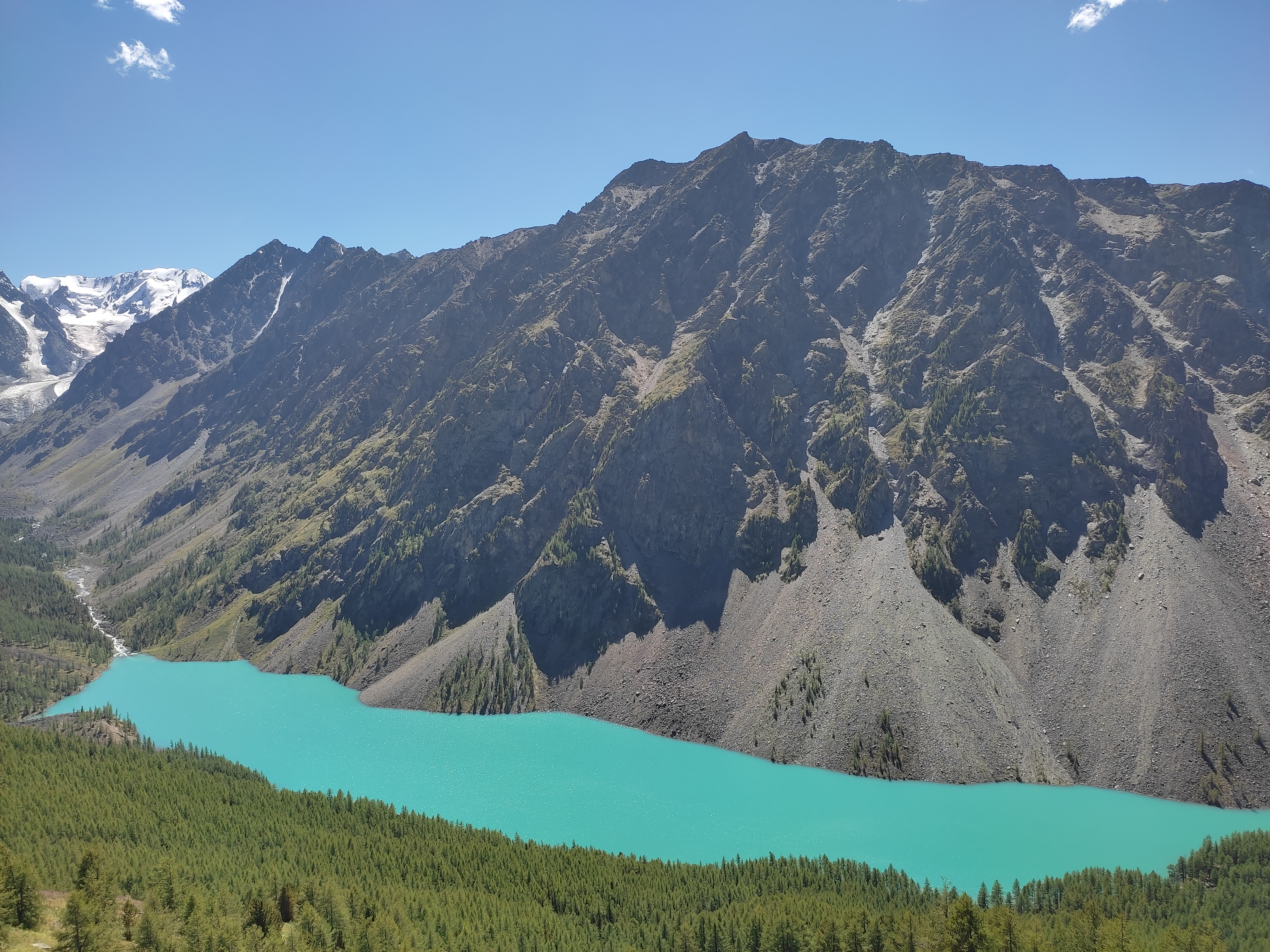
Lac inférieur.